# SC Turbine Erfurt

Logo des SC Turbine Erfurt

Der SC Turbine Erfurt war ein Sportclub in Erfurt. Er entstand im November 1954 aus der BSG Turbine Erfurt. Der SC Turbine Erfurt war als Sportclub von vornherein als Verein für Leistungssport ausgelegt. Von den 1960er Jahren bis zum Ende der DDR gehörten Sportler des Vereins in mehreren Sportarten zur Weltklasse. 1990 ging der Verein in den TSV Erfurt über.

## Sektionen

### Fußball
Hauptartikel: FC Rot-Weiß Erfurt

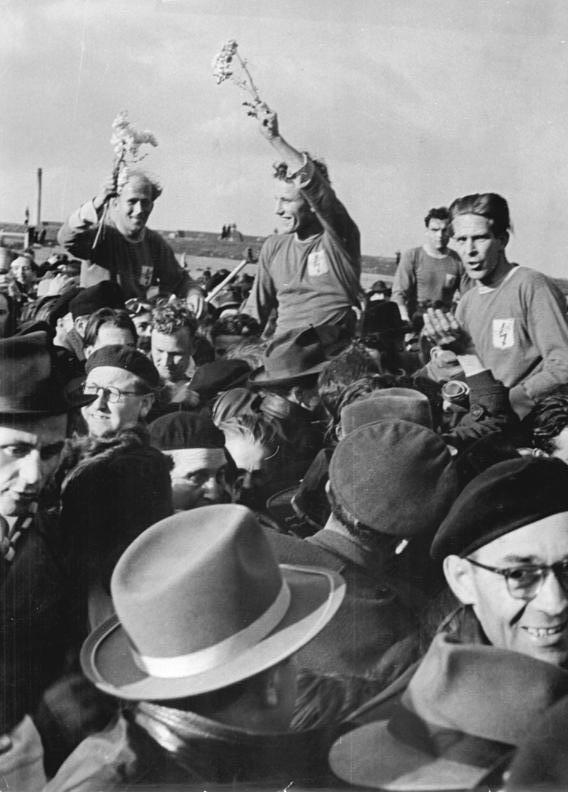
25. April 1955 – SC Lok Leipzig – SC Turbine Erfurt: Unmittelbar nach Abpfiff der Partie wird der alte und neue DDR-Meister aus Erfurt von seinen Anhängern gefeiert.

Unter der Bezeichnung BSG KWU Erfurt gehörten die Fußballer 1949 zu den Gründungsmitgliedern der DDR-Oberliga, mit Rang zwei erreichten sie im Jahr darauf als BSG Turbine Erfurt erstmals einen Podiumsplatz. Darüber hinaus standen die Thüringer bereits in der Saison 1949/50 im Finale des FDGB-Pokals, mussten sich dort aber der BSG Eisenhüttenwerk Thale mit 0:4 geschlagen geben. In der Spielzeit 1953/54 gewannen die Erfurter mit dem Gewinn des DDR-Meistertitel ihren bis dato größten Erfolg.
In der nachfolgenden Saison 1954/55 konnten die Fußballer – ab November 1954 Sektion des neugebildeten SC Turbine Erfurt – ihren Titel erfolgreich verteidigen und erreichten zudem das Halbfinale im FDGB-Pokal. In den folgenden Jahren verloren die Turbine-Fußballern zusehends den sportlichen Anschluss im DDR-Fußball und mussten sowohl 1959 als auch 1963/64 für jeweils ein Jahr in die Zweitklassigkeit absteigen. Zumindest im FDGB-Pokal konnten die Erfurter zwei weitere Male bis in das Halbfinale vordringen (1956, 1959). Am 26. Januar 1966 – unmittelbar vor Rückrundenstart der Saison 1965/66 – wurde die Fußballsektion aus dem SC Turbine ausgegliedert und zum eigenständigen Fußballclub FC Rot-Weiß Erfurt formiert.

### Leichtathletik

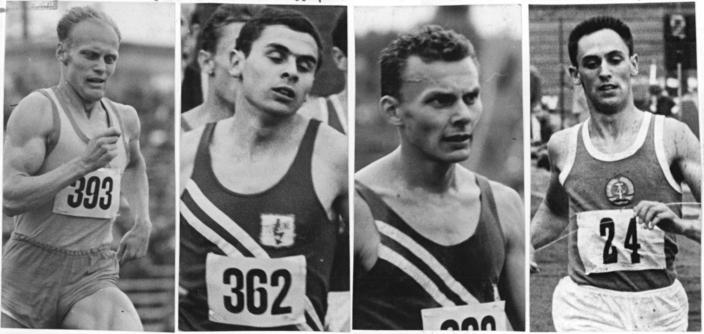
Am 23. Juli 1963 stellten vier Läufer aus der DDR einen Weltrekord in der 4-mal-1500-Meter-Staffel auf. Siegfried Valentin (ganz links) kam vom ASK Berlin, Jürgen May, Siegfried Herrmann und Manfred Matuschewski (von links) gehörten dem SC Turbine an.

Die Leichtathletikabteilung des SC Turbine Erfurt stellte zahlreiche Olympiasieger und Europameister. 1961 wechselten die Läufer Siegfried Herrmann und Klaus Richtzenhain zum SC Turbine und bildeten mit Manfred Matuschewski und Jürgen May eine gemeinsame Trainingsgruppe. In den 1960er Jahren gewann der Verein dann auch zahlreiche DDR-Meisterschaften in Mannschaftswertungen. So gewann der SC Turbine Erfurt die Mannschaftswertung im Waldlauf 1964 auf der Langstrecke und 1965 auf der Mittelstrecke. Von 1961 gewannen die Läufer viermal den Titel in der 3-mal-1000-Meter-Staffel, wobei Matuschewski und Herrmann an allen Erfolgen beteiligt waren. Nach einer Umstellung der Meisterschaftsstrecken gewannen die Staffeln des SC Turbine 1967, 1968 und 1970 die 4-mal-800-Meter-Staffel, neben Matuschewski war hier auch Dieter Fromm beteiligt.
In den 1970er Jahren prägten die Mehrkämpfer das Bild des SC Turbine. Bei den Olympischen Spielen 1976 gewannen Sigrun Siegl und Christine Laser Gold und Silber im Fünfkampf. Johanna Schaller (später Johanna Klier) errang Gold im Hürdenlauf über 100 m Hürden. Ein Erfurter Mehrkämpfer war auch Wolfgang Hoppe, der dann für den ASK Vorwärts Oberhof startend einer der erfolgreichsten Bobfahrer werden sollte.
Bei den Olympischen Spielen 1980 gewannen gleich zwei Leichtathleten vom SC Turbine Erfurt olympisches Gold: Hürdenläufer Volker Beck und Geher Hartwig Gauder. Hürdenläuferin Johanna Klier errang die Silbermedaille. In den 1980er Jahren liefen dann die Sprinterinnen vom SC Turbine in die Weltspitze. 1979, 1982, 1985 und 1988 gewannen die Erfurterinen die DDR-Meisterschaft in der 4-mal-400-Meter-Staffel. Insbesondere Sabine Busch, Hildegard Körner und Dagmar Neubauer waren an diesen Titeln beteiligt. Neubauer und Busch gewannen mit der Staffel der DDR bei den Olympischen Spielen 1988 in Seoul die Bronzemedaille.

### Radsport
Neben Fußball und Leichtathletik bestand die Radsportabteilung ebenfalls von Anbeginn. Erfolgreiche Sportler waren die Olympiasieger und Weltmeister Mario Kummer und Maik Landsmann sowie der fünfmalige Weltmeister Detlef Macha. Wolfgang Gansert war ab 1970 Mitglied der Radsportabteilung des SC Turbine Erfurt. Die Abteilung besteht als RSC Turbine Erfurt bis heute fort.

### Schwimmen

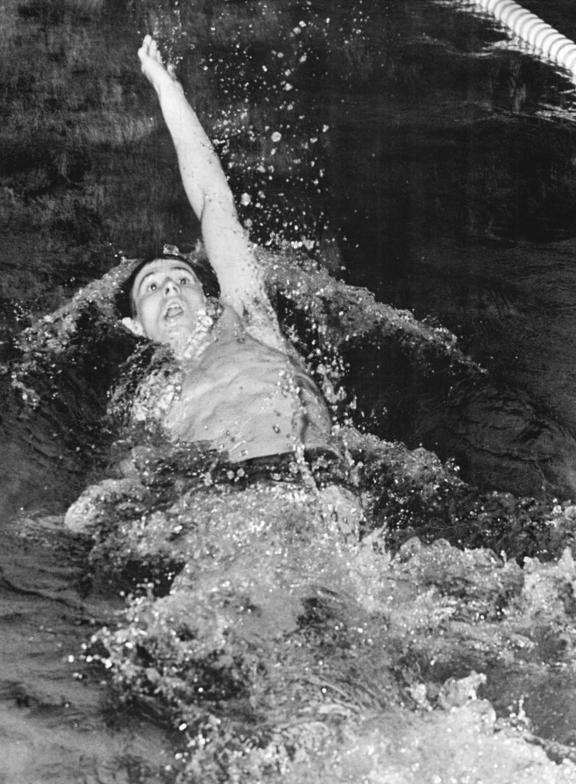
Roland Matthes 1968 bei den DDR-Kurzbahnmeisterschaften

Herausragender Schwimmer des Sportclubs war der Rückenschwimmer Roland Matthes. Der Doppelolympiasieger sowohl von 1968 als auch von 1972 gewann 38 DDR-Meistertitel und wurde siebenmal zum Sportler des Jahres in der DDR gewählt. Roland Matthes trainierte bei Marlies Grohe (1940–1990).
Mit Ina Kleber und Birte Weigang traten auch zwei Weltklasseschwimmerinnen für den SC Turbine an, beide waren wie Matthes auf die Rückenlage spezialisiert.

## DDR-Doping
Wie andere Sportclubs der DDR auch, war der SC Turbine Erfurt in das systematische Doping des DDR-Leistungssportsystems involviert. Ehemalige Sportlerinnen und Sportler haben bis heute mit den gesundheitlichen Folgen der Dopingeinnahme zu kämpfen (Birte Weigang; Cornelia Sirch; Torsten Karl; Uwe Trömer). 2010 ließ die Leichtathletin Gesine Walther ihren Namen aus den Rekordlisten streichen, weil ihre Leistungen mit Hilfe von Doping erreicht wurden. Der ehemalige Trainer des SC Turbine Erfurt und damalige DESG-Bundestrainer Stephan Gneupel akzeptierte 2004 eine Geldstrafe in Höhe von 4500 € wegen versuchten Prozessbetrugs, nachdem er sechs Jahre zuvor eidesstattlich fälschlich versichert hatte, seine zu DDR-Zeiten betreuten Sportler nie gedopt zu haben.